# Si Yajie
Si Yajie, född 4 december 1998, är en kinesisk simhoppare som vann silver individuellt på 10 meter vid Olympiska sommarspelen 2016. Som 14-åring blev hon världsmästare individuellt på 10 meter vid världsmästerskapen i simsport 2013.